# Gedania Danzig
Der Klub Sportowy Gedania zu Danzig war der Fußballverein der polnischen Bevölkerungsgruppe in Danzig, dem heute polnischen Gdańsk. Für die Existenz dieses 1922 gegründeten Vereins war der Status Danzigs als „Freie Stadt“ von besonderer Bedeutung. Dieser Status wurde am 15. November 1920 durch die Siegermächte des Ersten Weltkriegs gegen den Willen der mehrheitlich deutschen Bevölkerung herbeigeführt. Rechtsgrundlage war der Versailler Vertrag, der die Autonomie Danzigs einschließlich mehrerer Kreise Westpreußens vorsah. Es entstand die Freie Stadt Danzig, ein politisch eigenständiges Gebilde, das unter dem Schutz des Völkerbundes stand.
Für den polnischen Bevölkerungsanteil bedeutete das eine rechtliche Fast-Gleichstellung mit der deutschen Mehrheit. Damit durften eigenständige Vereine wie Gedania gegründet werden, die auch das Recht besaßen, in die zuständigen Verbände aufgenommen zu werden. Und da die Danziger Fußballclubs weiter im deutschen Fußballbetrieb mitmachten, gehörte auch Gedania dem „Baltischen Rasen- und Wintersport-Verband“ (BRWV) und damit dem DFB an – und spielte dort etwa dieselbe Rolle wie der 1. FC Kattowitz im polnischen Fußballleben.

## Aus dem „Sokół“ entsteht die Gedania
Noch zu „deutscher“ Zeit hatten sich die polnischen Sportler aus Danzig im Turnverein „Sokol“ (= „Falke“) zusammengeschlossen. Solche „Sokół“-Vereine waren nach tschechischem Vorbild nahezu überall dort entstanden, wo es einen nennenswerten slawischen Bevölkerungsanteil gab. Ziel der polnischen „Sokół“-Organisation war die Herausbildung eines polnischen nationalen Geistes bei den jungen Menschen. Dieses Ziel versuchte man mit sportlichen Mitteln wie Gymnastik und Turnen zu erreichen, aber auch durch Absingen patriotischer Lieder in den Vereinssitzungen oder durch das Begehen nationaler Feiertage. Das alles geschah mit Blick auf einen erstrebten zukünftigen polnischen Nationalstaat.
Nach dem Ersten Weltkrieg kam es fast überall zum Nachlassen der „Sokół“-Aktivitäten – einen polnischen Nationalstaat gab es ja inzwischen –, nicht jedoch in der „Freien Stadt Danzig“: Weil die Stadt keine Einwanderungsbeschränkungen besaß, setzte ein starker Zustrom polnischer Zuwanderer ein. Und hier erwies sich der „Sokół“ als wichtiges Brückeninstrument zur Integration der Neu-Danziger. Zudem herrschte eine starke Rivalität zwischen deutschen und polnischen Danzigern, die sich in der Anfangszeit im Sport auslebten.
Zu den im Danziger „Sokół“ ausgeübten Sportarten zählte nach Ende des Ersten Weltkriegs auch der Fußball. Aber schon bald kam es innerhalb der Organisation zu einem Konflikt zwischen Turnern und Fußballern um die Finanzen. „Sokół“ wollte oder konnte sich diese Sportart nicht mehr leisten und löste nicht nur die Fußballsparte, sondern gleich den ganzen Verein auf. Damit waren allerdings Spieler und Fans nicht einverstanden. Nachdem über mehrere Wochen diskutiert und beraten worden war, wurde am 15. August 1922 auf einer Hauptversammlung im Pfarrheim St. Jozef in der Töpfergasse beschlossen, einen polnischen Multisportverein zu gründen. Von den 31 bei der Sitzung Anwesenden traten sofort 23 Personen bei. Einen Monat später, am 15. September, erfolgte die Anmeldung für die Eintragung des neuen Vereins.

## Der KS Gedania etabliert sich
Ursprünglich sollte der Club „Polonia“ heißen und unter den Farben Blau und Weiß antreten. Die deutschen Behörden in der Freien Stadt hatten jedoch Vorbehalte gegen den Namen und auch gegen die Clubfarben (in denen auch deutsche Danziger Vereine wie der SC Lauental antraten). Daraufhin wählte man den Namen Sportklub (Klub Sportowy) „Gedania“ e. V. zu Danzig und die Farben Weiß und Rot. „Gedania“ ist die latinisierte Fassung des Stadtnamens. Der polnische Sport-Club „Gedania“ war geboren. Im Jahr 1924 trat Gedania dem Baltischen Sportverband bei, dem neben den Vereinen der Freien Stadt Danzig auch die Clubs aus Pommern und Ostpreußen angehörten, und stellten sich dem Wettbewerb mit den starken deutschen Teams.
In der am 19. März 1926 fertiggestellten Satzung erklärte sich der Verein ausdrücklich für „unpolitisch“. Aufgenommen werden konnten alle Menschen ohne Unterschied des Geschlechts und der Volkszugehörigkeit. Dem Verein gehörten lange Zeit auch Deutsche und Juden an. Aber die deutschen Gedania-Mitglieder mussten den Club unter dem Druck der Nazi-Partei – deren Danziger Ableger im Freistaat großen Einfluss besaß – bereits 1935 verlassen, während die „Gedania-Juden“ bis 1939 bleiben konnten. Die offizielle Vereinssprache war Polnisch.
Neben der Fußballsparte gab es bei Gedania zehn weitere Abteilungen. Die Zahl der Vereinsmitglieder wuchs schnell: im Jahr 1929 gehörten der Gedania bereits 500 Sportler an. Unter ihnen waren Hafenarbeiter, Post- und Bahnbedienstete, Bankbeamte, Handwerker, kleine Kaufleute und auch Arbeitslose. Am aktivsten waren die Beschäftigten der polnischen Institutionen wie Bahn und Post. Deren in Danzig oder Polen ansässige Generaldirektionen (Eisenbahndirektion Danzig) und auch die polnischen Behörden unterstützten den Verein finanziell und stellten den Gedania-Farben bekannte und herausragende Athleten zur Verfügung, um die Leistungen des polnischen Teams zu verbessern.

## Offen zur Schau gestelltes Nationalbewusstsein
Entgegen dem in der Satzung festgelegten „unpolitischen Charakter“ trug der polnische Club sein Nationalbewusstsein offen zur Schau, was den Unwillen großer Teile der deutschen Bevölkerung und auch der deutschen Behörden in Danzig erregte. Es gab viele Zwischenfälle bei den Sportveranstaltungen. Nach der Machtergreifung Hitlers in Deutschland und dem Wahlsieg der nationalsozialistischen Bewegung in der Freien Stadt verschlechterte sich die Lage noch. Als Vorwand diente die Gedania-Schützenabteilung, die als „paramilitärische Organisation“ angesehen wurde. Kontakte von Deutschen mit dem polnischen Sportclub wollten die Danziger Nazis – allerdings erfolglos – verhindern.
In der polnischen Geschichtsschreibung ist von militärischen Verbindungen und Aktivitäten keine Rede. Dort wird lediglich die enge Verbindung Gedanias zu den polnischen Kultur- und Bildungseinrichtungen in Danzig ebenso wie zu den Schulen der umliegenden polnischen Gemeinden hervorgehoben. Für die polnischen Danziger wurden Vorträge, Lesungen, Kurse, Reisen nach Polen, Theateraufführungen, Spiele und Feste nationaler Jubiläen organisiert. All dies geschah in sehr patriotischem Ton. Besondere Sorgfalt brachte man der polnischen Jugend entgegen. In den Jahren 1930 und 1931 verfügte der KS Gedania über eine eigene Vereinszeitung mit dem Titel „Sport“.

## Sportplatzbau im „polnischen Viertel“
Wichtig für den Verein war ein geeigneter Sportplatz als sportliche Basis. In der Anfangszeit hatten die Behörden der Stadt der Gedania für das Training der Spieler stundenweise eines der Stadien in Danzig zur Verfügung gestellt. Der erste provisorische eigene Sportplatz wurde in Eigenarbeit auf dem Bischofsberg gebaut. 1923 fanden dort die ersten Spiele statt. Vereinslokale zu dieser Zeit waren das Hotel „Continental“ oder das „Haus der Polen“ in Danzig.
Mit Hilfe der diplomatischen Vertretung der Republik Polen in der Freien Stadt erhielt der Verein einen Übungsplatz auf dem ehemaligen preußischen Kasernengelände, an der „Telegraphen-Kaserne“ des Fernmeldebataillons, auf dem Heeresanger. Hier in diesem Teil der Stadt, die bald zum Zentrum des polnischen Lebens in Danzig werden sollte, sollte auch die Gedania auf Dauer ihre Heimat finden. Alles lag nahe beieinander: die Häuser, in denen die polnischen Einwohner lebten, die polnische Eisenbahn, das Wohnheim für die Studierenden an der (noch heute bestehenden) Technischen Hochschule, auch die katholische Kirche St. Stanislawa, in der die Polen beteten.
1929 war der erste Bauabschnitt auf dem Gedania-Gelände fertiggestellt. Seitdem konnten die Clubfußballer ihre Spiele im eigenen Stadion austragen, wo zwei Spielplätze – einer davon ein Trainingsplatz – zur Verfügung standen. Ein Jahr später wurde der Leichtathletikbereich mit der Laufbahn mit sechs Bahnen, der Sprunggrube und dem Wurfring in Betrieb genommen. Am Vorabend des Zweiten Weltkriegs hatte Gedania einen recht ordentlichen Sportkomplex fertiggestellt: ein Stadion, zwei Tennisplätze, ein Schießstand sowie ein Platz für die „kleinen Spiele“, der im Winter zu einer Eisbahn wurde. Hinzu kam ein Vereinshaus mit einem Café und einer Sporthalle.

## Grenzmark-Endrunde und Gauliga
Mit dem eigenen Stadion stellten sich auch die sportlichen Erfolge ein. Schon bald etablierte man sich in der Danziger Erstklassigkeit. Und 1931 wurde die Polen-Elf Danziger Vizemeister hinter dem SV Neufahrwasser und qualifizierte sich damit für die Endrunde des Bezirks Grenzmark. Die Gedania-Fußballer, denen hohe technische Qualitäten sowie eine glänzende Angriffsreihe, die zu den Besten in Ostpreußen zählte, bescheinigt wurde, trafen hier auf die Militärmannschaft Graf Schwerin Deutsch-Krone, die zu den Außenseitern gerechnet wurde. Aber Gedania enttäuschte und schied nach einem 3:3-Heimremis sowie einer 0:2-Auswärtsniederlage aus dem Wettbewerb aus.
Bei der Fußball-Neuordnung 1933 kamen auch die von den Nazis dominierten Fußballverbände nicht daran vorbei, auf Grund der bis dahin geschafften Platzierungen auch die polnische Mannschaft für die neue Gauliga Ostpreußen zu berücksichtigen. Ununterbrochen bis 1939 hielt sich Gedania in der Erstklassigkeit, mit Höhepunkten in den Spielzeiten 1936/37 und 1937/38, als sich die Weiß-Roten durch zweite Plätze in der Bezirksklasse Danzig für die Endrunde der – in mehrere Gruppen bzw. Bezirksklassen aufgeteilten – Gauliga Ostpreußen qualifizierten, ohne jedoch die Meisterschaft und damit den Sprung in die deutsche Endrunde schaffen zu können.

## In der polnischen Liga
In 1939 wurde KS Gedania Mitglied der polnischen Regionalverbandes POZPN. In der Saison 1939/1940 sollte der Verein in der A-Klasse (2. Liga) spielen.

## Verbot, Auflösung und Wiedergeburt
Vor Beginn der Saison 1939/40 holte die Politik den KS Gedania wieder ein. Einen Tag vor Beginn des Zweiten Weltkriegs, am 31. August 1939, wurde der Verein wegen der angespannten politischen Lage von den Danziger Behörden verboten und aufgelöst. Gleichzeitig schloss der Verband den Verein der Danziger Polen aus seinen Reihen aus. Anschließend zerstörten Nazigruppen aus der Stadt die Vereinsanlagen und Geräte sowie Pokale, Preise und die Chronik. Nach dem deutschen Einmarsch wurden der Gedania-Vorsitzende Kopacki und seine beiden Stellvertreter von den Nazis standrechtlich erschossen. Ein großer Teil der Funktionäre und Sportler wurde in Konzentrationslager verschleppt. Viele von ihnen überlebten den Krieg nicht.
Schon kurz nach der Befreiung Danzigs durch die Rote Armee, am 16. Mai 1945, begann die Wiedergeburt von Gedania. Das ehemalige Vorstandsmitglied Alfons Federski hatte zu einer ersten Versammlung in den Stadtteil Wrzeszcz (vormals Langfuhr) eingeladen und bald darauf wurde der Verein wiedergegründet. Gedania besteht noch heute: Neben einer Fußballabteilung besaß der Verein Sektionen für Volleyball und Rudern.
Der heutige Fußballverein Gdański Klub Sportowy Gedania 1922 spielte 1951 und 1952 noch in der zweiten Leistungsstufe des polnischen Fußballs, stieg aber dann in unterklassige regionale Ligen ab. Heute spielt der Verein in der 4. Liga, der fünfthöchsten polnischen Spielklasse. Der Volleyballklub und der Ruderklub sind jetzt selbstständig.